# Volcán Descabezado Grande
El Descabezado Grande es un complejo volcánico originado desde el Pleistoceno que se encuentra junto al Volcán Quizapú, de 3.830 m s. n. m. de altitud, localizado en la Zona Central de Chile. Se encuentra circunscrito administrativamente a la VII Región del Maule, dentro de la comuna de San Clemente.

## Descripción

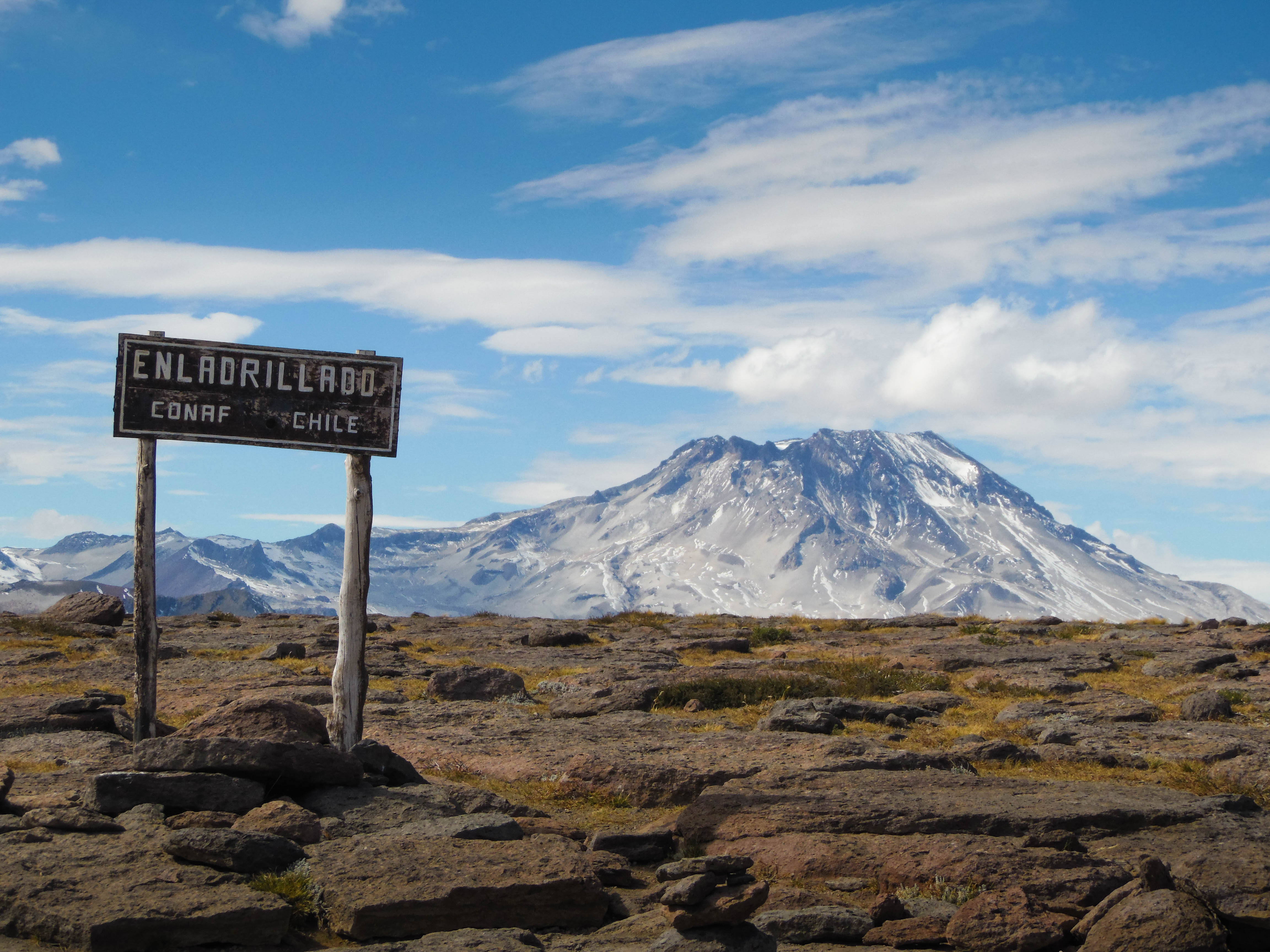
El volcán desde el Enladrillado en la Reserva Nacional Altos de Lircay.

Su silueta mocha o descabezada, es producto del colapso de la parte superior de su antiguo cono durante una erupción explosiva. Por lo mismo, en la cumbre se encuentra un inmenso cráter de más de un kilómetro de diámetro.
Domina el paisaje de toda la región. Aunque del lado argentino de la misma sección de Los Andes (en la Provincia de Mendoza), es superado en altitud por los cerros Paraguay y La Hoyada, de 4570 y 4650 m s. n. m., respectivamente.
En el imaginario colectivo hace pareja con el volcán Descabezado Chico, ubicado a unos 15 km al NE, debido al parecido que existe entre las siluetas de ambos volcanes. Pero el Descabezado Grande está más relacionado con otras eminencias del paisaje, con las que forma un conjunto volcánico: el volcán Quizapú (una chimenea secundaria surgida en 1846, cercano al piramidal Cerro Azul. 
Los registros históricos de actividad contabilizan 14 erupciones desde 1846 hasta el presente. Entre 1907 y la erupción de 1932, en el Descabezado Grande se registró intermitente actividad stromboliana e hidromagmática.

## La erupción de 1932

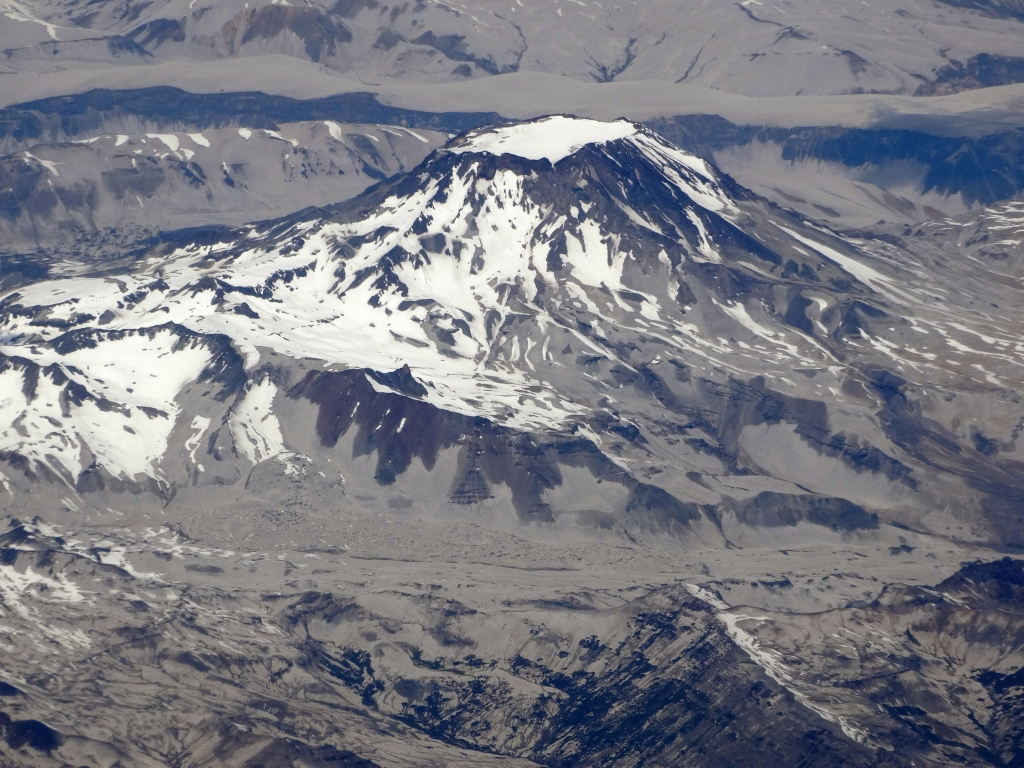
Volcán Descabezado Grande desde el aire.

La gran erupción explosiva registrada del volcán ocurrió, según evidencia el Servicio Nacional de Geología y Minería de Chile (www.sernageomin.cl) el 2 de junio de 1932, cuando la chimenea lateral Quizapú derramó 25 kilómetros cúbicos de materia piroclástica y se alzó una columna eruptiva de 30 km de altura, aproximadamente. Algunos consideran a este evento una de las mayores erupciones pliniana registradas en la historia, pero en las bases de datos del Instituto Smithsoniano aparece sólo calificada como una erupción "moderadamente grande", con un nivel 3 en la escala IEV. La última erupción conocida ocurrió en 1967.
Los geólogos califican al Descabezado como de amenaza volcánica de tipo "explosivo", puesto que ya se han registrado este tipo de erupciones en él. Lleva el número 32 del catálogo de volcanes del CERESIS (Centro Regional de Sismología para América del Sur).

## Ruta de ascenso (Altos de Lircay)

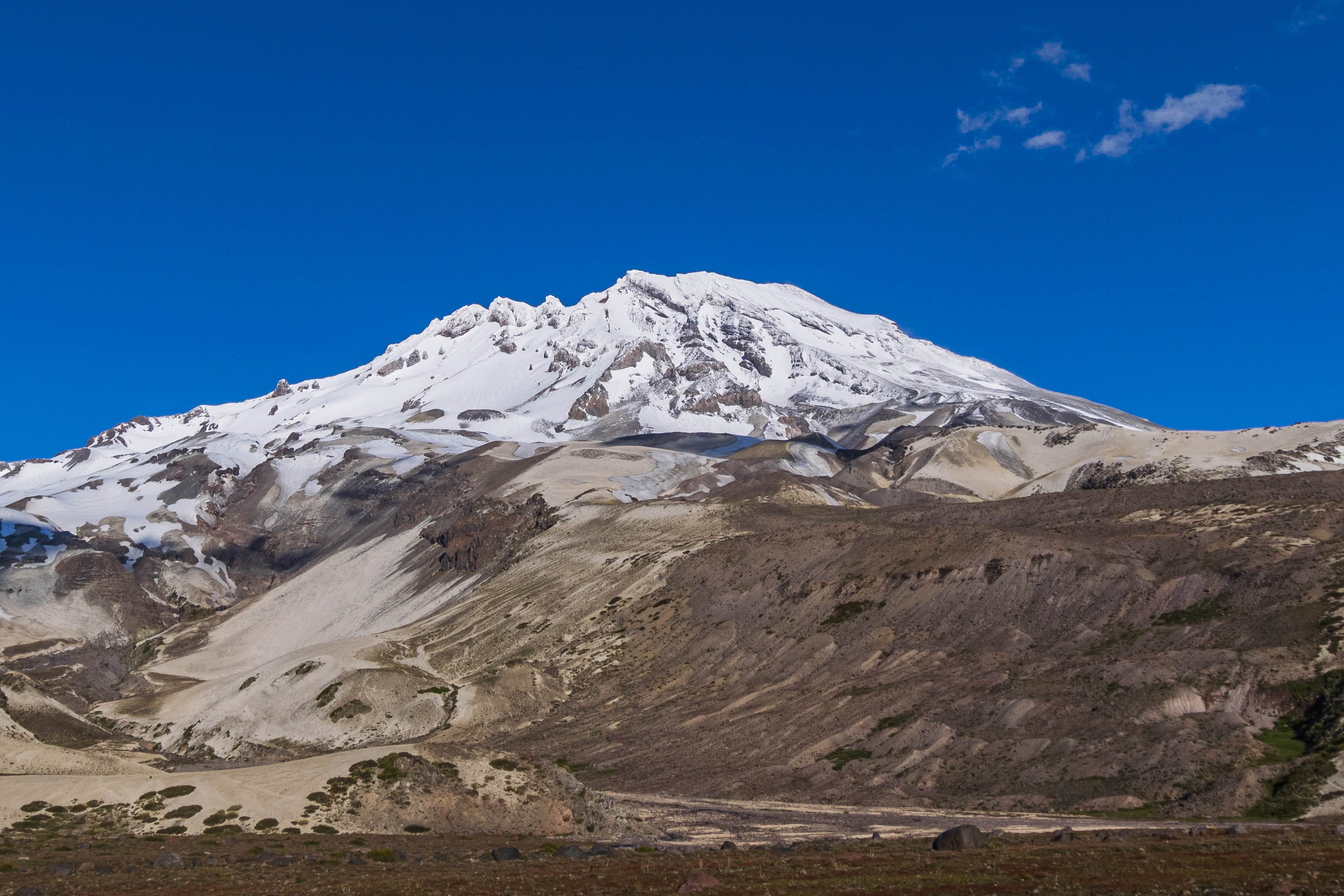
El Descabezado Grande nevado.

Para llegar a la base del volcán Descabezado grande se puede llegar por el parque Radal 7 Tazas o por Altos de Lircay, ubicado en Vilches, Región del Maule. Desde la entrada del parque hay aproximadamente 44 km hasta la cima lo cual tarda (dependiendo del nivel) 4 días, el primer día se puede montar campamento en el Valle del Venado, el segundo día a un costado de un enorme río de lava seco, donde termina el parque y se pasa a un terreno privado, el cuarto día se llega a la base del volcán donde hay un pequeño valle en el cual un arriero tiene una cabaña para cuidar el ganado que pasta allí.
En la base del volcán se puede encontrar un pozo de agua termal con vista al Descabezado Grande. Al cuarto día de expedición se ataca la cumbre, se recomienda salir a las 5:00 a. m. con linternas e ir preparados para climas de -10 °C o incluso menos en un mal día, si toca este tipo de clima no se recomienda hacer cumbre por la velocidad del viento, si el día esta despejado la caminata dura aproximadamente 8 horas, y existe una buena posibilidad de avistar cóndores.
La subida a la cima es gran parte acarreo en pequeña piedra pome, y una parte en roca muy agreste. Al llegar a la cima se puede encontrar un glaciar dentro del cráter que tiene forma de corona debido a la fuerza de su erupción. En el parque Altos de Lircay esta estrictamente prohibido hacer fuego, esto puede llevar a ser expulsados con justa razón. Después de bajar de la cordillera se recomienda acampar un día en el Valle del Venado donde se pueden encontrar buenos lugares con arena y río.